# Fonction de suppléance
La fonction de suppléance  est une maxime politique et sociale, ou un principe de gouvernance, selon lequel quand et si des problèmes de responsabilité publique excèdent les capacités d'une petite entité à les résoudre, l'échelon supérieur a alors le devoir de la soutenir, dans les limites du principe de subsidiarité. 
Ces deux principes (subsidiarité et suppléance) visent théoriquement la recherche du niveau pertinent et le plus efficient d'action publique, dans le cadre du respect de la loi et des compétences des collectivités.

## Histoire
- Ce principe trouve son origine dans la doctrine sociale de l'Église catholique, intégrant dans le devoir moral, un devoir de charité et à porter assistance. Il semble également se dessiner chez des penseurs socialistes comme Pierre-Joseph Proudhon, des militants du mouvement coopératif et des  auteurs libéraux comme John Locke et John Stuart Mill[1].
- Il est invoqué pour justifier la mise sous tutelle.
- À échelle internationale et plus récemment, ce principe a aussi pu contribuer à l'esprit du principe du « droit d'ingérence », encore en discussion puisqu'il est susceptible de parfois s'opposer au principe de libre-arbitre, de liberté, d'autonomie d'acteurs en difficulté.